# 잭 개릿 (양궁 선수)
잭 개릿(영어: Zach Garrett, 1995년 4월 8일~)은 미국의 양궁 선수이다. 2016년 하계 올림픽 남자 단체전 은메달을 획득했다.